# Tranquilla Trampeltreu
Tranquilla Trampeltreu, die beharrliche Schildkröte ist der Titel der ersten gemeinsamen Kinderoper des Komponisten Wilfried Hiller und des Jugendbuchautors Michael Ende.

## Entstehung und Uraufführung
Die „Musikalische Fabel in Rondoform“ entstand 1980–1981 und wurde am 9. Juli 1981 im Münchner Stadtmuseum unter Leitung des Komponisten uraufgeführt. Die Inszenierung übernahmen seine Frau Elisabeth Woska, Michael Stralek und Wilfried Hiller selbst. Für Marionetten, Puppen und sonstiger Ausstattung waren Michael Stralek, Max Glas und Erika Gerdis zuständig. In der Vorstellung der Uraufführung wurden noch zwei weitere Werke Hillers aufgeführt.
Die Fabel ist so konzipiert, dass sie sich gleichermaßen für szenische als auch für konzertante Aufführungen eignet. Wilfried Hiller widmete sie seinem Sohn Carl Amadeus.

## Handlung
Titel- und Hauptfigur der Fabel ist eine Schildkröte namens Tranquilla Trampeltreu. Sie ist sehr langsam im Gehen und Denken (lateinisch tranquilla, die Ruhige). Da sie aber enorm stur ist, bekommt sie den Beinamen „die beharrliche Schildkröte“.
Anlässlich der Hochzeit der großmähnigen Majestät, des Löwen Leo des Achtundzwanzigsten, wird das gesamte Tierreich zum Fest eingeladen. Tranquilla Trampeltreu will auch dabei sein und macht sich auf den Weg. Argwöhnisch wird sie durch ihre Langsamkeit von vielen reisenden Tieren betrachtet. Doch um noch rechtzeitig zur Feier zu erscheinen, bleibt sie stur und lässt sich von niemanden von ihrem Weg abbringen. Nur so kann sie an ihr Ziel kommen, das sie mit großer Verspätung letztlich doch erreicht.

## Motivgeschichte
Das Motiv des beharrlich ein hohes Ziel Verfolgenden, der trotz jahrelanger Verzögerung doch noch sein Ziel erreicht, was sich zwar geändert hat und doch in einem höheren Sinne gleich geblieben ist, findet sich mehrfach in der Literatur wieder, so zum Beispiel in den verschiedenen Versionen der Legende vom vierten König bei Edzard Schaper 1961 oder Henry van Dyke 1895. Auch Bezüge zu den vielen Entrückungsgeschichten lassen sich herstellen.

## Musikalische Besetzung
Wilfried Hiller ordnet jedem Tier bestimmte Musikinstrumente und eine musikalische Gattung zu. Auf ihrem Weg begegnet die Schildkröte, die in einem langsamen Schildkröten-Marsch schreitet, so zahlreichen Musikformen: einer Heuschrecke, die einen Tango tanzt, einer Schnecke, die in langsamem Blues kriecht, und einer überheblichen Eidechse, die opernhaft singt. Als weitere Figuren treten zwei Raben und ein Äffchen auf. Ein Erzähler verbindet die musikalischen Episoden.
Die Orchesterbesetzung umfasst die folgenden Instrumente:
- Holzbläser: Piccoloflöte, Klarinette
- Blechbläser: Trompete, Posaune, Basstuba
- Pauken, Schlagzeug (ein Spieler): kleine Trommel, Marimba, Weinglas, Löwengebrüll
- Cembalo, Orgel ad lib.
- Streicher: zwei Violinen, Bratsche, Violoncello, Kontrabass (solistisch; ab der fünften Szene ggf. auch chorisch)

## Bedeutung
„Die musikalische Fabel ‚Tranquilla Trampeltreu‘ weist auf dem Gebiet des Theaters für Kinder neue Wege“, urteilte Carl Orff über das Werk.
Tranquilla Trampeltreu gehört zu den vier Stücken für Musiktheater, die einen Höhepunkt der fruchtbaren Zusammenarbeit zwischen Hiller und Ende markieren. Beide Autoren legen viel Wert auf ein Theater, das Verstand und Herz anregt. Die Musik von Hiller drängt sich dabei nie in den Vordergrund. Sie kommentiert, unterstreicht, erläutert, markiert dabei lediglich die einzelnen Figuren und deren Charakter und Bewegungen. Die Fabelwesen werden lebendig und für Kinder zu wahren Lebewesen.
Der Jugendkultur-Forscher Gunter Reiß beklagte in einem Essay für die Zeitschrift Opernwelt die „Vernachlässigung des Librettos im Kindermusiktheater“. Hiller und Ende leiteten mit ihren musikalischen Fabeln eine Trendwende in dieser Entwicklung ein. Ursprünglich für die Schallplatte konzipiert, sind die Fabeln hörspielartig angelegt. Im Laufe der Zusammenarbeit der Autoren entstanden weitere, dramatischer angelegte Werke, deren szenische Aufführungen sehr erfolgreich waren und sind.